# Vložná hlaveň
Vložná hlaveň je hlaveň menší ráže vkládaná do vývrtu hlavně větší ráže. Zákon o zbraních zařazuje vložnou hlaveň a vložnou nábojovou komoru mezi hlavní části zbraně. To znamená, že jejich vlastnění je podmíněno zbrojním průkazem, nebo zbrojní licencí. Vložná hlaveň i vložná nábojová komora mají svůj vlastní průkaz zbraně. 
Vložná nábojová komora je komora vkládaná do nábojové komory pro náboj větší ráže. Střela odpálená ve vložné nábojové komoře prochází po opuštění vložné nábojové komory původní hlavní zbraně. 

## Konstrukce a ovlivnění zbraně
Prvním důsledkem použití vložných hlavní je zvýšení váhy zbraně a mění se i její těžiště. 
Při použití vložné hlavně (nábojové komory) je využíván spoušťový a bicí mechanismus zbraně, do které byl vložný prvek použit. Vytahovač nábojů i zásobovací ústrojí původní zbraně jsou konstruované na jinou ráži a výkon náboje. Proto použití vložné hlavně často vede k tomu, že zbraň se stává jednorannou. 
Pro pistoli CZ 75 vyrábí česká zbrojovka adaptér Kadet. Tento adaptér není z pohledu zákonné definice vložnou hlavní. Naopak adaptér pro CZ 83 z ráže 9mm .22 LR je vytvořen jako vložná hlaveň, protože pistole CZ 83 má hlaveň pevně připojenou k rámu. Pro použití ráže .22 LR je také použít jiný závěr s jiným vytahovačem, slabší pružinou a také jiné zásobníky. Samonabíjecí funkce pistole je tak zachována i s vložnou hlavní. Pro útočnou pušku M16 je vyráběna vložná nábojová komora. Její použití vyžaduje výměnu závorníku, přičemž hlaveň je zachována. Pro střelivo menší ráže jsou dodávány speciální zásobníky.

## Terminologie
Použití vložných hlavní a vložných nábojových komor není tak časté. Terminologie v angličtině není tedy ustálena. Pro vložnou hlaveň a vložnou nábojovou komoru používá více označení:
- sub-gauge adapter
- caliber conversion sleeve
- cartridge conversion sleeve
- cartridge adapter
- supplemental chamber
- chamber insert
- subgauge insert
- subgauge tube
- gauge reducer

## Použití
Jedna z možností použití vložné hlavně (případně vložné nábojové komory) je cvičení se zbraní. Takto lze cvičit některé návyky manipulace se zbraní s menšími náklady na střelivo.

### Použití k lovu
V určitém případně lze použít vložnou hlaveň jako náhradu kombinované zbraně k lovu přímo, nebo ji použít k dostřelu zvěře. Je při tom vždy nutno respektovat zákon o myslivosti. Zákon o myslivosti v hlavě páté v části nazvané „Zakázané způsoby lovu“ omezuje způsoby lovu například tím, že je dána minimální délka hlavně, minimální energie nábojů a jiná omezení. V některých zemích EU je povolena dostřelná rána krátkou zbraní a pro tyto země by mohlo mít použití vložné nábojové komory smysl.   
Kromě zákona o myslivosti existují i relevantní omezení v zákonu o střelných zbraních. Tento zákon například požaduje deklarovat účel držení a nošení zbraní.  